# Historisches Rathaus (Großheubach)

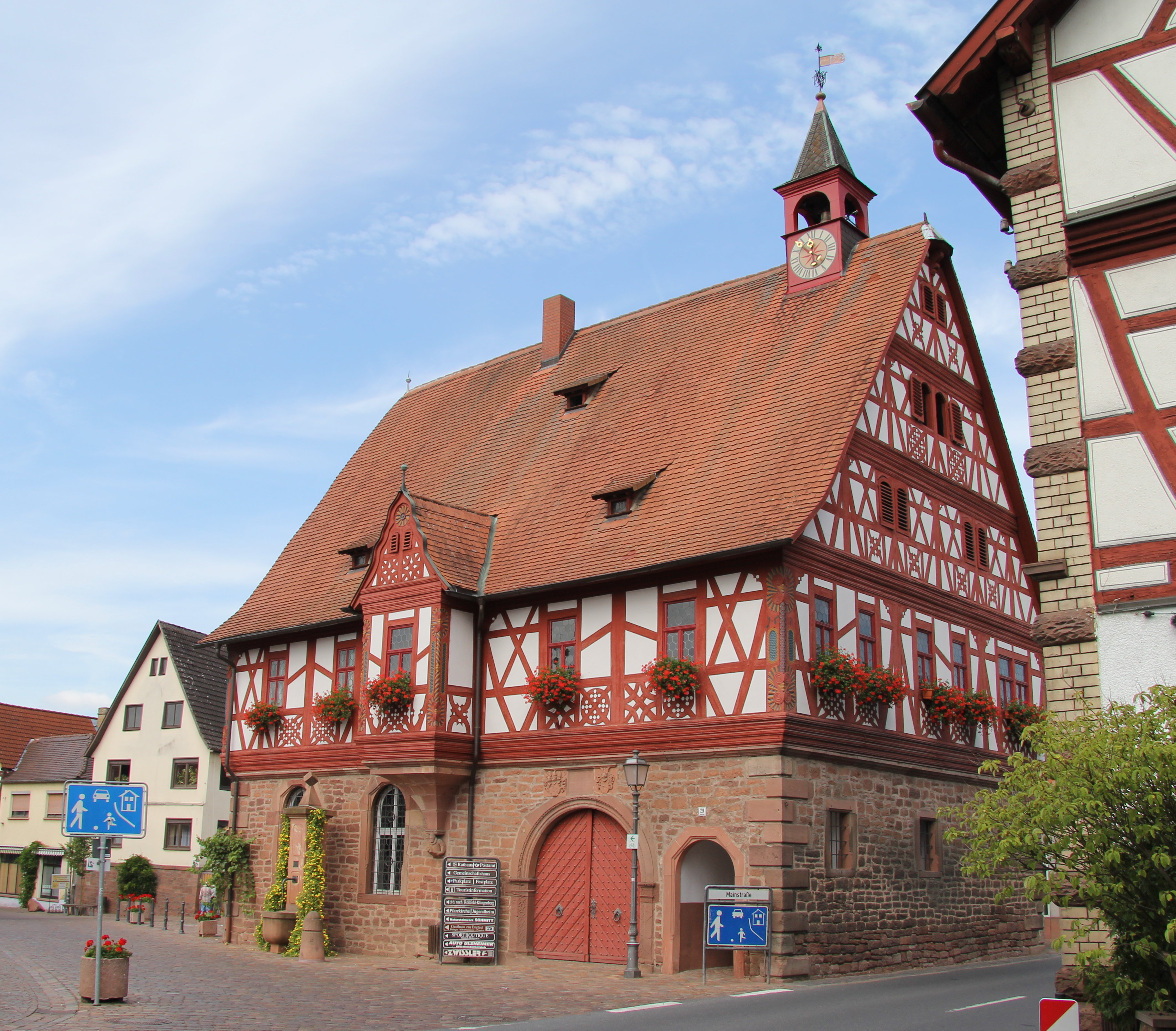
Historisches Rathaus in Großheubach, 2012

Das Historische Rathaus in Großheubach (im unterfränkischen Landkreis Miltenberg) steht in der Ortsmitte am Marktplatz zwischen der Mainstraße und der Hauptstraße (St 2309).
Es wurde 1611/12 durch den Baumeister Otto Oswald Heppeler im altfränkischen Stil als kombiniertes Fachwerk- und Steinhaus errichtet. Es diente als Sitz eines Unteramtmannes für das Amt Prozelten. Das Erdgeschoss wurde als Gefängnis genutzt.
Wie aus einer Inschrift über dem Hauptportal hervorgeht, fungierten als Bauherren Johann Schweikhard, Erzbischof von Mainz und Kurfürst sowie Caspar Herr zu Eltz, Kurfürstlicher mainzischer Großhofmeister, Rat- und Amtmann zu Prozelten. Die Inschrift wird flankiert von den Wappen beider Bauherren.

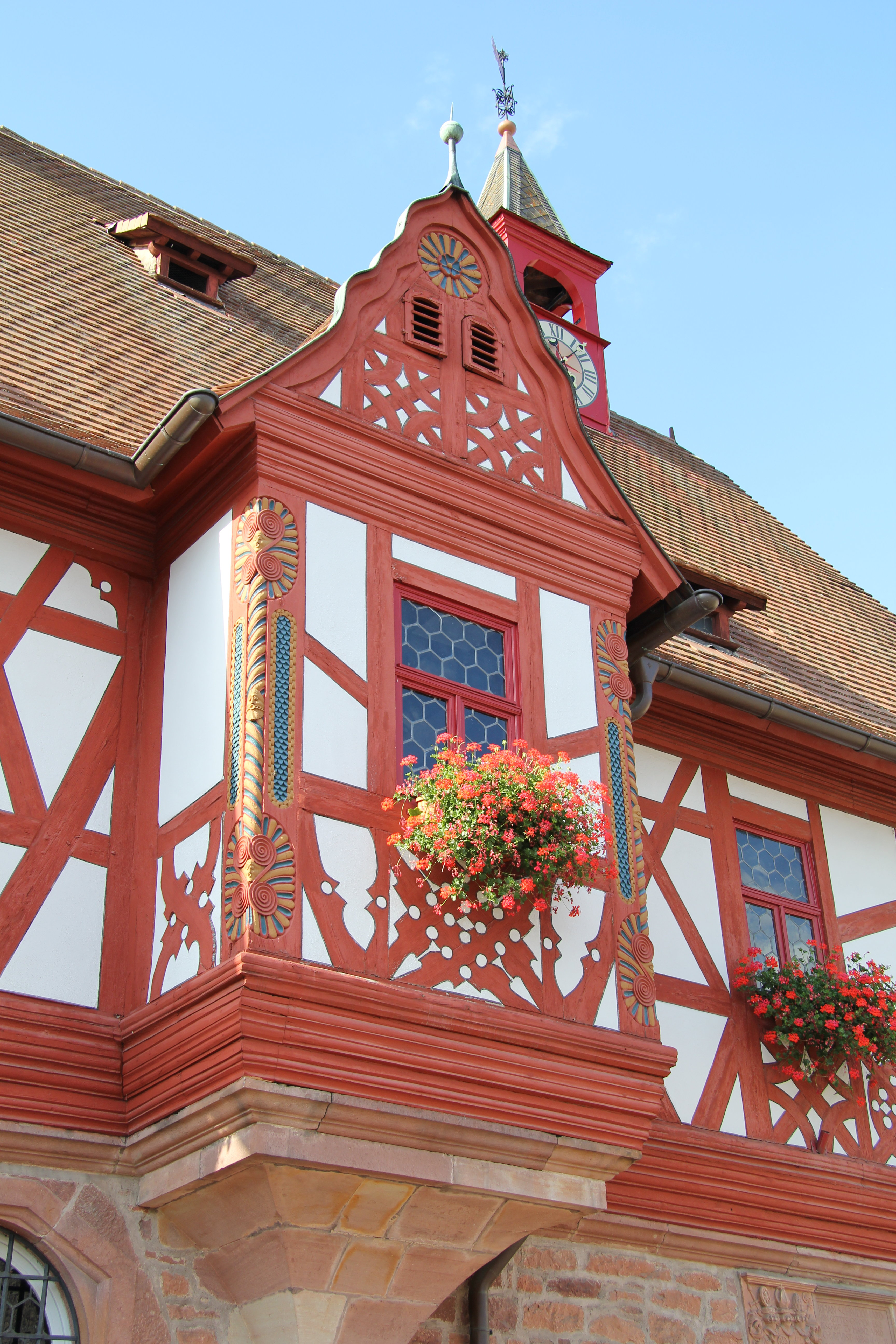
Erker an der Südseite
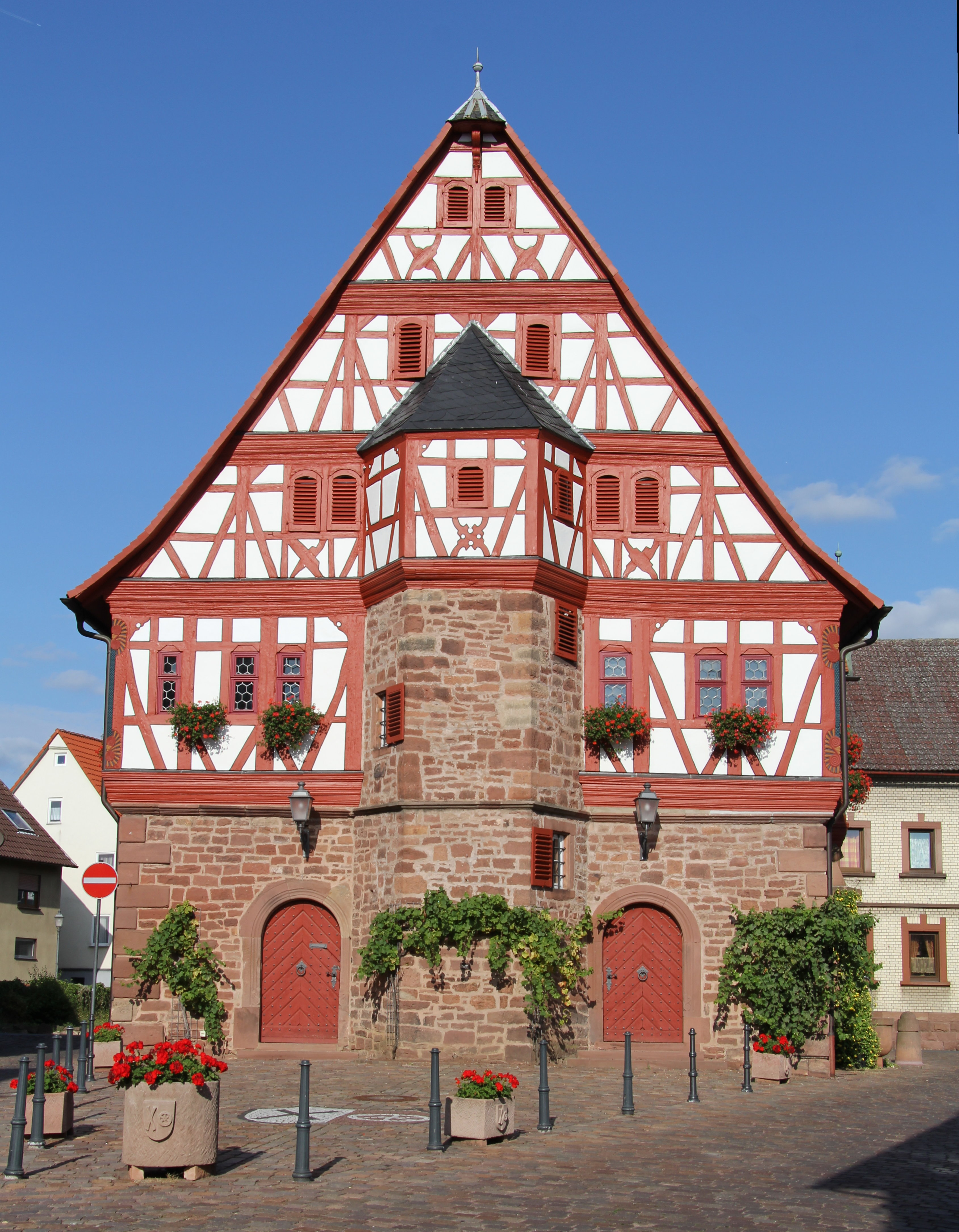
Rathausfront an der Westseite
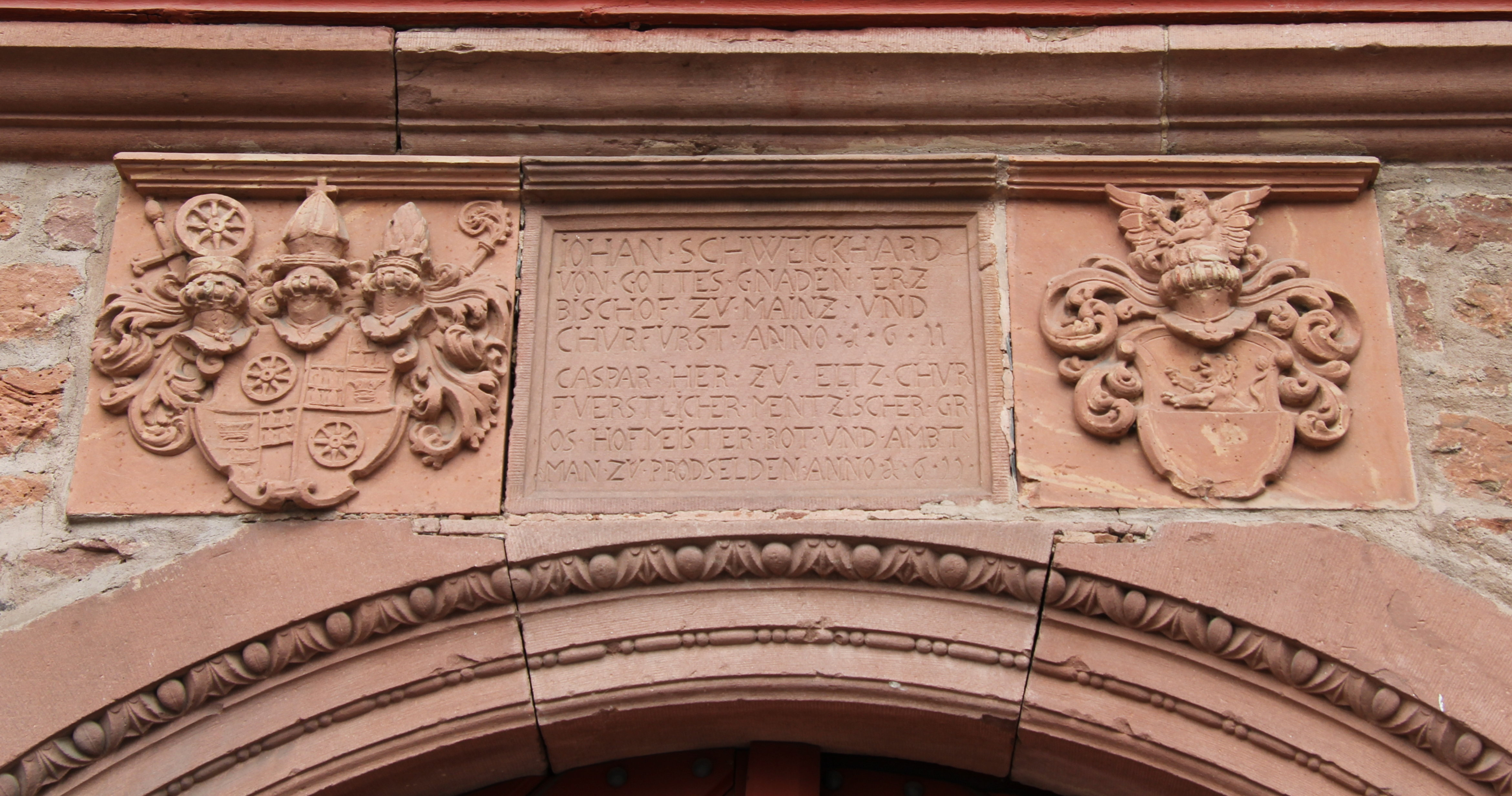
Wappen und Inschrift der Bauherren

Inschrift:
JOHAN SCHWEICKHARD
VON GOTTES GNADEN ERZ
BISCHOF ZU MAINZ UND
CHURFÜRST ANNO 1611
CASPAR HER ZU ELTZ CHUR=
FUERSTLICHER MENTZISCHER GR=
OS HOFMEISTER ROT UND AMBT=
MAN ZU PRODSELDEN ANNO 1611